# Coffin
Coffin är ett skateboardtrick där åkaren lägger sig plant i ryggläge på brädan, samtidigt som denne håller in armarna. Coffin utförs oftast i sluttande backar och vägar.
Skateboardtricket kom till i ett av New York:s så kallade "projects" på 1980-talet. Trickets utförande var ett lekfullt sätt för välbärgade skateboardproffs att skydda både plånbok och skateboard från stöld. Eftersom den svarta minoriteten var överrepresenterad inom stöld- och snatteribrott utfördes tricket på kommandot "Hold your wallet" (Svenska=Håll i plånboken) då en färgad man skymtades.[källa behövs]